# Rübke (Neu Wulmstorf)

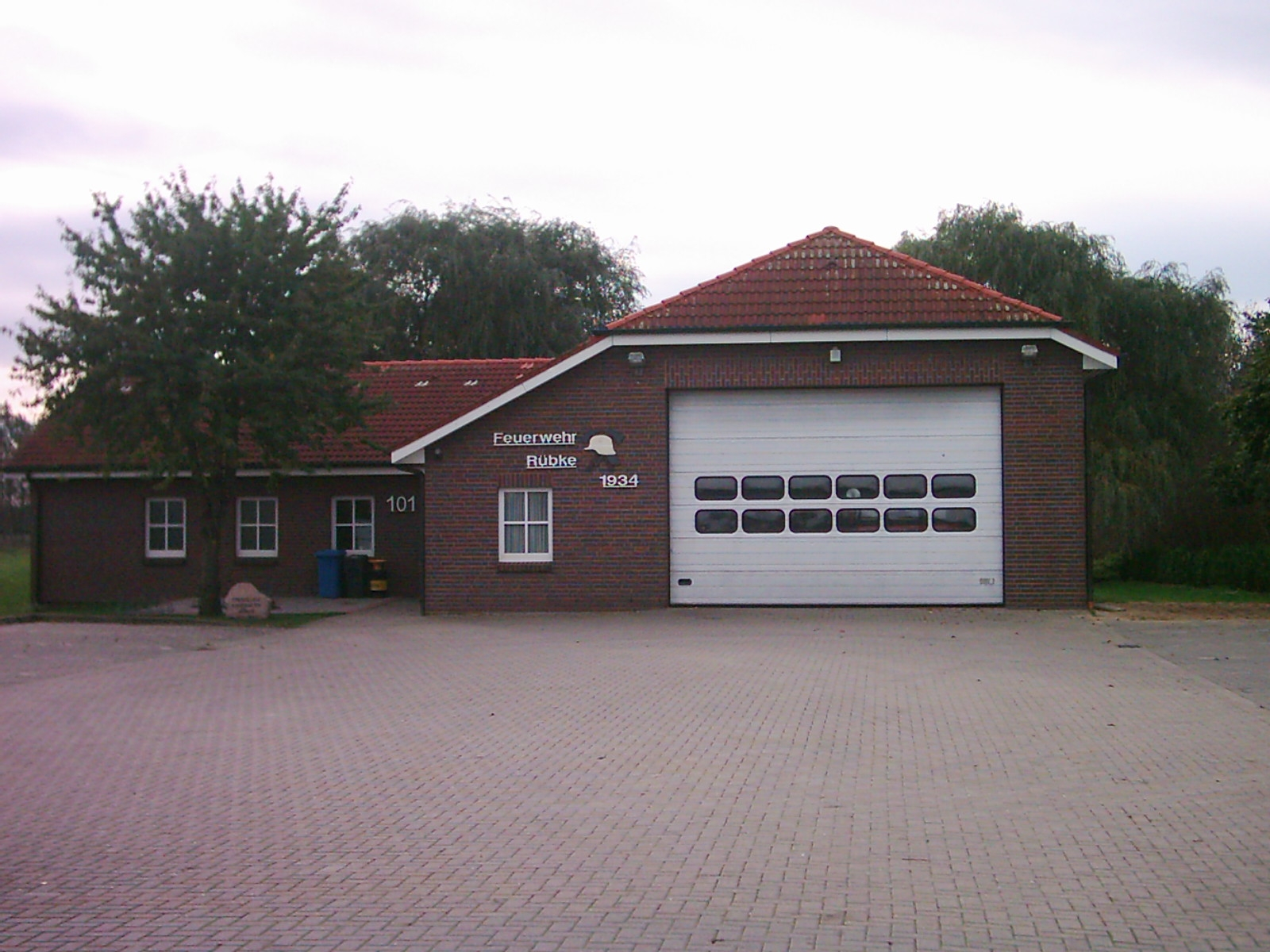
Ehemalige Feuerwehr Rübke

Rübkeⓘ (plattdeutsch Rübk) ist ein Teil der Einheitsgemeinde Neu Wulmstorf im Landkreis Harburg im nordöstlichen Niedersachsen in der Metropolregion Hamburg und hat ca. 600 Einwohner.

## Geographie

### Lage
Rübke liegt an der Südgrenze der Dritten Meile des Alten Land und besteht im Wesentlichen aus den beiden Straßenzügen Nincoper Deich und Buxtehuder Straße.

### Naturräumliche Zuordnung
Rübke liegt im äußersten Südosten des Naturraums Das Alte Land (Nr. 670.02), der zur Haupteinheit Harburger Elbmarschen (670) und der Haupteinheitengruppe Untere Elbeniederung (Elbmarsch) (67) gehört. Direkt südlich schließen sich die Harburger Berge im Naturraum Schwarze Berge (640.00) in der Untereinheit Wilseder Endmoränen (640.0) an, die zur Haupteinheit Hohe Heide (640) und der Haupteinheitengruppe Lüneburger Heide (64) gehören.

## Nachbargemeinden
Im Süden grenzt Rübke in der Gemeinde Neu Wulmstorf an den Ortsteil Neu Wulmstorf, im Westen an Buxtehude, im Norden und Osten an Hamburg.

## Geschichte
Als Teil der drei Meilen des selbstverwalteten Alten Land gehörte Rübke bis zum 1. August 1932 zum preußischen Kreis Jork, bevor es bei dessen Auflösung in den Landkreis Harburg überging. Bei der Sturmflut 1962 war Rübke durch Überflutungen, in Folge großer Deichbrüche im Bereich Süderelbe zwischen Neuenfelde und Harburg betroffen.

### Eingemeindungen
Rübke ging im Zuge der Gründung der Einheitsgemeinde Neu Wulmstorf am 1. Juli 1972 in Neu Wulmstorf auf.

## Einwohnerentwicklung
Während der Franzosenzeit zählte Rüpke 387 Einwohner und gehörte im Mairie Estebrügge und Moorende-Ostseite zum Département des Bouches de l’Elbe.
Am 1. Dezember 1910 zählte Rübke 353 Einwohner.
| Jahr          | 1812 | 1910 | 1925 | 1933 | 1939 | 2015 | 2016 |
| ------------- | ---- | ---- | ---- | ---- | ---- | ---- | ---- |
| Einwohnerzahl | 387  | 353  | 397  | 399  | 350  | 550  | 583  |

## Politik
Uwe Klindtworth ist seit November 2011 Ortsvorsteher von Rübke.

## Verkehr
Rübke liegt nördlich des seit 5. September 2013 im Bau befindlichen dritten Bauabschnitts der Bundesautobahn 26, der Eisenbahnstrecke Hamburg-Harburg–Cuxhaven (Niederelbebahn) mit einem Haltepunkt der Hamburger S-Bahn (S3 Stade-Pinneberg) und der Bundesstraße 73.

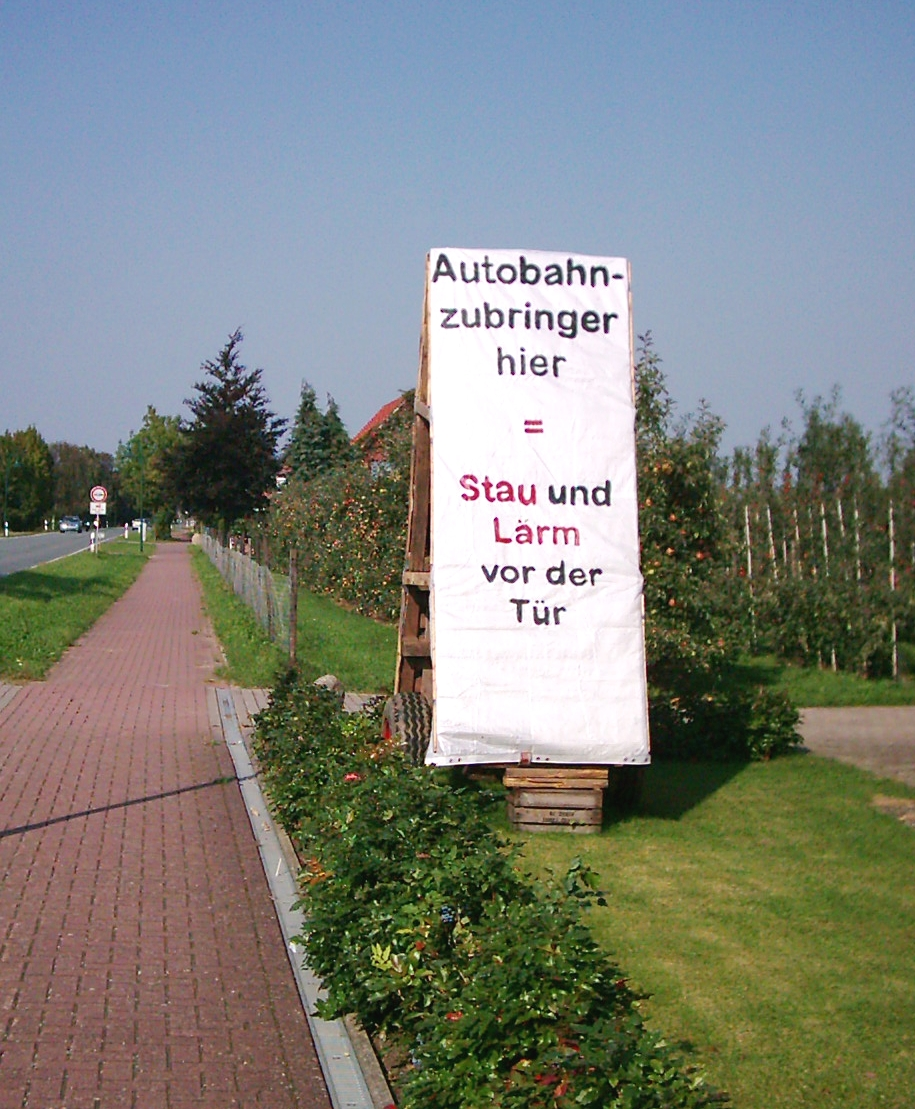

Im Rahmen der Planung A26 gab es erhebliche Konflikte im Zusammenhang mit dem Streckenverlauf am südlichen Ortsrand. Durch die direkt angrenzenden Naturschutzgebiete Moorgürtel und „Moore bei Buxtehude“ wurde ein sehr ortsnaher Streckenverlauf gewählt, welches auf Widerstand bei den Anwohnern trifft. Der Bauabschnitt wurde im Januar 2023 fertiggestellt. Da eine Abfahrt Richtung Rübke nicht möglich ist, hat sich eine erhebliche Verkehrsbelastung nicht bestätigt. Zusätzlich wurde im Nincoper Deich eine permanente 30er-Zone eingerichtet. Der Anschluss an die Bundesautobahn 7 durch das Hamburger Staatsgebiet ist 2028 geplant und die A26 endet vorerst hier, der letzte Abschnitt befindet sich in Bau und ist bereits auf Luftbildkarten deutlich zu erkennen. Ein bereits fertiggestelltes erstes Teilstück der Bundesstraße 3n verbindet dann die A26 mit der B73 westlich von Neu Wulmstorf.

## Natur
Rübke befindet sich inmitten einiger besonderer Naherholungsgebiete und Naturschutzgebiete:
- Altes Land
- Harburger Berge
- NSG Moorgürtel
- NSG Moore bei Buxtehude (ein EU-Vogelschutzgebiet)
- NSG Fischbeker Heide
- LSG Buxtehuder Geestrand